# Stazione di Hyllie
La stazione di Hyllie (in svedese Hyllie Station) è una stazione ferroviaria di Hyllie, quartiere di Malmö in Svezia. La stazione è gestita da Skånetrafiken.

## Servizi
La stazione si trova tra la stazione di Copenaghen Aeroporto e la stazione di Triangeln.
Vi si fermano i treni regionali.